# 조현용
조현용(1982년 10월 22일 ~ )은 대한민국의 MBC 보도국 기자이다.

## 학력
- 한영외국어고등학교
- 연세대학교 법학과 학사

## 경력
- CBS 노컷뉴스 인턴기자
- 2007 MBC 40기 기자 입사
- MBC 사회부 기자
- MBC 정치부 기자
- MBC 경제부 기자
- MBC D.크리에이티브 스튜디오 기자
- 2024.05~ MBC 뉴스룸 팀장

## 방송
- 《선택2022》20대 대통령 선거 (2022년 3월 9일)
- 《선택2022》8회 지방선거 선거 (2022년 6월 1일)
- 《선택2024》22대 국회의원 선거 (2024년 4월 10일)
- MBC 뉴스데스크 앵커 (2024년 5월 20일 ~ )